# Franz Hubmann
Franz Hubmann (* 2. Oktober 1914 in Ebreichsdorf, Niederösterreich; † 9. Juni 2007 in Wien) war ein österreichischer Fotograf und Bildjournalist. Franz Hubmann lebte und arbeitete als freischaffender Fotograf und Autor in Wien.

## Biografie
Hubmann schlug zunächst eine Laufbahn als Textiltechniker ein, 1936–38 leitete er eine Hutfabrik. Erst nach dem Zweiten Weltkrieg beschloss er, sein Hobby zum Beruf zu machen. Als 32-jähriger Familienvater begann Hubmann 1946 eine dreijährige Ausbildung an der Graphischen Lehr- und Versuchsanstalt in Wien.
Als Bildstellenleiter der Österreichischen Fremdenverkehrswerbung lernte er 1951 Karl Pawek, zu dieser Zeit Herausgeber des Magazines Austria International, kennen – eine langjährige Zusammenarbeit begann. 1954 gründeten sie gemeinsam magnum – die Zeitschrift für das moderne Leben. Das Ziel der Zeitschrift war, den Menschen behutsam in die neue Welt der Moderne zu führen. Hubmanns Fotoserien, wie zum Beispiel über das Café Hawelka, waren sein Durchbruch als Fotograf und Bildjournalist. Bis die Zeitschrift 1964 eingestellt wurde, war er der leitende Fotograf.
Im Laufe der Jahrzehnte publizierte er rund 80 Bildbände, insbesondere zu zeitgeschichtlichen, historischen und volkskundlichen Themen. Zusätzlich produzierte er in den 1960er- und frühen 1970er-Jahren 17 Fernsehfilme für den ORF, unter anderem die 5-teilige Serie Die Hohe Schule der Fotografie.
Sein Grab befindet sich auf dem Hietzinger Friedhof (Gruppe 68, Reihe 6, Nr. 5).

## Rezeption
Hubmann galt in Fachkreisen als der Doyen der österreichischen Fotografie, als der „österreichische Cartier-Bresson“. Er war ein Fotograf, der wie kaum ein anderer das spezifisch Österreichische und speziell Wienerische in fotografischen Geschichten und Erzählungen festhielt.

## Preise
- 1972: Preis der Stadt Wien für Bildende Kunst
- 1992: Österreichisches Ehrenzeichen für Wissenschaft und Kunst
- 1994: Österreichischer Staatspreis für künstlerische Fotografie
- 1999: Großes Silbernes Ehrenzeichen mit dem Stern für Verdienste um die Republik Österreich[2]
- 2004: Großes Goldenes Ehrenzeichen mit dem Stern für Verdienste um die Republik Österreich[3]

## Werk
Künstlerporträts, Bildessays sowie humaner Bildjournalismus stehen im Mittelpunkt seines überwiegend schwarz-weißen Œuvres. Hintergründige Reportagen und das Life-Bild sind seine Spezialität – für den entscheidenden Augenblick hat Hubmann das perfekte Gespür.
Hubmann ist ein Vertreter der so genannten Life-Fotografie. Der Mensch steht im Mittelpunkt seines Interesses. Seine Bilder vermitteln Lebensgefühl und ziehen den Betrachter ins Geschehen. Sie wirken spontan und zeigen die Alltäglichkeiten, die Kleinigkeiten des Lebens. Somit werden sie zu wichtigen Zeugnissen der österreichischen Kulturgeschichte.

## Werke / Bildbände
- Die Gute Alte Zeit. Alte Photographien aus Wien. Verlag St. Peter, Salzburg 1967.
- Zwischen Wienfluß und Alserbach. Verlag für Jugend und Volk, Wien 1968.
- K.u.K. Familienalbum. Die Welt von gestern in alten Photographien. Verlag Fritz Molden, Wien 1971, ISBN 3-217-00231-8.
- Heimliches Deutschland. Verborgene Schönheit in Landschaft und Kultur. Molden, 1982. ISBN 3-217-00757-3 / ISBN 978-3-217-00757-4
- Ein Tag in Salzburg. Text Walter Müller.  Salzburg, Wien: Residenz-Verlag, 1983 ISBN 3-7017-0336-1 / ISBN 978-3-7017-0336-4
- Wien. Metamorphosen einer Stadt. Historisches Museum der Stadt Wien, Verlag Christian Brandstätter, Wien 1992, ISBN 3-85447-415-6.
- Geh ein und aus. Bleib Freund dem Haus. Fassadenmalerei und Haussprüche in den Alpenländern. Wien: Christian Brandstätter, 2000 ISBN 3-85447-752-X / ISBN 978-3-85447-752-5